# Les Rois des sables (nouvelle)
Les Rois des sables (titre original : Sandkings) est le titre d'une nouvelle de George R. R. Martin, parue pour la première fois en août 1979 dans le magazine Omni. Cette nouvelle a donné son nom au recueil original Les Rois des sables (Sandkings), regroupant sept histoires de Martin, publié en décembre 1981.
La nouvelle a été traduite et publiée en français sous le titre Rois des sables en juin 1981 dans l'anthologie Univers 1981 parue aux éditions J'ai lu.

## Résumé
De retour d'un voyage d'affaires extra-planétaire, Simon Kress découvre avec amusement que ses piranhas se sont entredévorés et que des deux créatures exotiques qui vivaient sur sa propriété, seule une subsiste. En quête de nouveaux familiers pour alimenter ses jeux cruels, Simon va mettre la main sur une colonie de rois des sables, d'étranges insectes intelligents capables de bien des surprises…

## Prix littéraires
- La nouvelle a remporté le prix Nebula de la meilleure nouvelle longue 1979 ainsi que le prix Hugo de la meilleure nouvelle longue 1980 et le prix Locus de la meilleure nouvelle longue 1980.

## Adaptation
La nouvelle a été adaptée à la télévision en 1995 sous la forme des deux premiers épisodes de la première saison de la série Au-delà du réel : L'aventure continue.